# واين كينغ (لاعب هوكي جليد)
واين كينغ هو لاعب هوكي جليد كندي، ولد في 4 سبتمبر 1951 في ميدلاند في كندا.

## وصلات خارجية
- اين كينغ على موقع دوري الهوكي الوطني (الإنجليزية)
- اين كينغ على موقع EliteProspects.com (الإنجليزية)
- اين كينغ على موقع HockeyDB.com (الإنجليزية)
- اين كينغ على موقع Hockey-Reference.com (الإنجليزية)